# Lalacelle
Lalacelle település Franciaországban, Orne megyében. Lakosainak száma 266 fő (2022. január 1.). Lalacelle Ciral, Champfrémont, Pré-en-Pail-Saint-Samson és Gandelain községekkel határos.

## Népesség
A település népességének változása:
| Lakosok száma | 288  | 283  | 289  | 284  | 279  | 275  | 270  | 267  | 266  |
|               | 2013 | 2015 | 2016 | 2017 | 2018 | 2019 | 2020 | 2021 | 2022 |